# Francesco Bartolomeo Conti
Francesco Bartolomeo Conti (Firenze, 20 gennaio 1681 o 1682 – Vienna, 19 luglio 1732) è stato un compositore, mandolinista e tiorbista italiano.

## Biografia
Poco si conosce sulla biografia di Conti. precisamente tra il 1699 e il 1701, egli fosse già un tiorbista apprezzato non solo nella natia Firenze, bensì anche in altre città come Ferrara e Milano. La fama di cui godeva gli permise già nel 1701 di ottenere la nomina di tiorbista ausiliario a Vienna presso la corte asburgica con lo stesso stipendio del tiorbista principale, Orazio Clementi. Nel carnevale 1706 con la Clotilde debuttò come operista, ma solo nel 1713 sarà riconosciuto e nominato anche compositore di corte. Nel 1708, con la morte di Clementi, Conti fu promosso tiorbista titolare, posizione che terrà sino al 1726. Sempre nello stesso anno egli fu eletto membro dell'Accademia Filarmonica di Bologna e nel 1711 ricevette la nomina di vice-Kapellmeister (vice-maestro di cappella). In aprile di quell'anno, dopo la morte della sua prima moglie Theresia Kugler, sì unì in nozze con la prima donna Maria Landini, a quel tempo la musicista più pagata a Vienna. Ella cantò nelle parti principali delle opere di Conti rappresentate tra il 1714 e il 1721. Dopo la morte della Landini, avvenuta nel 1722, fu nominata nel 1724 prima donna Anna Maria Lorenzani, la quale si esibì in tre opere di Conti e ne diventò moglie nell'aprile del 1725. Il 28 agosto 1723 Conti prese parte come tiorbista alla prima rappresentazione dell'opera Costanza e Fortezza di Johann Joseph Fux. Nel 1726 e nel periodo 1729-32 a causa di problemi di salute lasciò la capitale austriaca e tornò in Italia. Tornato a Vienna nel 1732, mise in scena due suoi nuovi lavori e nel luglio dello stesso anno morì.

## Considerazioni sull'artista
Conti fu anche un eccelso suonatore di mandolino, nonché compositore prolifico. Egli infatti scrisse le primissime sonate per questo strumento. Ciononostante la sua carriera come musico nell'ambito della corte imperiale viennese fu alquanto scarsa. Ebbe certamente molto più successo come compositore d'opere, oratori e altri lavori vocali (sia sacri che profani). Le opere che compose tra il 1714 e il 1725 furono principalmente scritte per la stagione del carnevale e per celebrare i compleanni e gli onomastici dei componenti della famiglia imperiale. Tra i suoi lavori teatrali si ricorda in particolare la sua prima opera, ossia il dramma per musica Clotilde: alcuni pezzi di questo lavoro, che a tutt'oggi in versione originale risulta perduto, furono impiegati per un pasticcio prodotto e rappresentato a Londra nel 1709 al Queen's Theatre e furono usati anche da Georg Friedrich Händel per il suo pasticcio Ormisda, rappresentato il 4 aprile 1730. Oltre a numerosi drammi, egli produsse, collaborando con il librettista Pietro Pariati, anche alcune commedie, Don Chisciotte in Sierra Morena (1719). Come usavano altri compositori suoi coevi, compose inoltre numerosi intermezzi buffi, che inserì nei drammi propri e altrui.